# Cláudio Humberto
Cláudio Humberto Rosa e Silva (Alagoas) é um jornalista brasileiro, colunista e editor-chefe do Diário do Poder. Sua coluna é reproduzida em jornais de todo o Brasil.
Trabalhou como assessor de imprensa de Fernando Collor desde 1986, tornando-se seu porta-voz quando este assumiu a presidência. Após o impeachment de Collor, Cláudio Humberto desligou-se do político e escreveu o livro Mil Dias de Solidão, onde relatava o que ocorreu durante o governo do ex-presidente. Em 2001 Cláudio Humberto lançou o livro Poder sem pudor, com ilustrações de Osvaldo Pavanelli, tendo ganho o 14º Troféu HQ Mix como "melhor livro de caricaturas".